# André Saeys
André Saeys (20 februari 1911, Sint-Andries - 22 maart 1988, Tenerife) was een Belgisch voetballer. Hij speelde verscheidene jaren in de hoogste klasse als aanvaller en speelde ook enkele keren voor de nationale ploeg.
Saeys speelde reeds in zijn jeugd bij Cercle Brugge, een van de betere clubs in die tijd. In 1928 debuteerde hij voor de eerste ploeg. Met Cercle werd hij in 1929/30 Belgisch kampioen. Hij bleef bij Cercle tot halverwege de jaren 30. Ondertussen werd hij ook opgeroepen voor de Belgische nationale ploeg. In 1935 verliet hij Cercle, en trok naar Wetteren. In 1936 ging hij voor Beerschot AC spelen, dat in 1938 en 1939 de titel pakte. Tijdens de Tweede Wereldoorlog keerde hij terug naar Cercle, waarvoor hij in 1941/42 zijn laatste seizoen speelde. In de hoogste afdeling speelde hij 217 wedstrijden en scoorde 71 doelpunten. Voor de nationale ploeg speelde hij in totaal negen matchen, waarin hij eenmaal scoorde.